# Freedom of Sound
Freedom of Sound è il terzo album in studio del cantante statunitense Bret Michaels, pubblicato il 1º gennaio 2005.

## Tracce
1. Rock 'n My Country – 2:49
2. Driven – 3:02
3. Open Road – 3:57
4. All I Ever Needed (feat. Jessica Andrews) – 3:31
5. New Breed of American Cowboy – 3:24
6. Right Now, Right Here – 3:23
7. Lookin' for a Good Time – 3:16
8. It's All Good – 3:38
9. Every Rose Has Its Thorn (country version feat. Brad Arnold, Chris Cagle, Mark Wills) – 4:20
10. Bittersweet (dall'album Songs of Life) – 3:23
11. Raine (feat. Edwin McCain) – 3:53
12. Menace to Society (dall'album Songs of Life) – 2:49
13. Walk Away – 4:58
14. Something to Believe In (solo version) – 5:17
15. Future Ex Wife – 2:44
16. The One You Get – 4:33
17. Human Zoo (dall'album A Letter from Death Row) – 3:13
18. The Last Breath (dall'album A Letter from Death Row) – 4:16